# Tramwaje w Olsztynie
Tramwaje w Olsztynie – system komunikacji tramwajowej, działający w Olsztynie w latach 1907–1965 i ponownie od 19 grudnia 2015. Jest to jak dotąd jedyny reaktywowany system komunikacji tramwajowej w Polsce, a także jedyny bez tradycyjnych pętli – posiadający jedynie tory odstawcze i stąd też obsługiwany taborem dwukierunkowym – oraz jedyny przystosowany do taboru o szerokości 2500 mm.

## Historia

### 1905–1939
W 1905 roku ponad 25-tysięczny Olsztyn został stolicą rejencji. Władze miejskie postanowiły wybudować linie tramwaju elektrycznego. Początkowo tor (o prześwicie 1000 mm) miał połączyć centrum miasta ze znajdującym się we wschodniej części miasta Dworcem Olsztyn Główny.
15 grudnia 1907 uruchomiono linię nr 1 (Dworzec Główny – most Św. Jana na Łynie) o długości 2,3 km i linię nr 2 (1 Maja – Jakubowo) o długości 2,44 km. 19 kwietnia 1908 przedłużono linię nr 1 do Placu Roosevelta. 9 grudnia 1909 do użytku oddana została inna trasa linii nr 1: od mostu Św. Jana do pętli naprzeciw Dworca Zachodniego o długości 2,72 km. W roku 1910 wprowadzono bilety i konduktorów. W roku 1930 przedłużono linię nr 1 do alei Przyjaciół. Zlikwidowano odcinek linii biegnący przez ulicę Jagiełły do Dworca Zachodniego. Nowa trasa biegła wzdłuż ulicy Grunwaldzkiej, następnie tunelem i ulicą Bałtycką do alei Przyjaciół. W roku 1934 tramwaj linii nr 1 kursował co 7,5 minuty, a na linii nr 2 – co 15 minut. Średnia prędkość tramwajów wynosiła 11,5 km/h. 2 stycznia 1939 MZK wprowadziły próbne połączenia omnibusowe, których trasa zaczynała się w centrum miasta, a prowadziła do Osiedla Mazurskiego.

### 1940–1965
W roku 1943 na trasę tramwaju nr 2 wprowadzono trolejbus kursujący do Osiedla Mazurskiego. Po ulicach Olsztyna kursowały również trolejbusy ciężarowe, dowożące węgiel do gazowni. 22 stycznia 1945 Rosjanie zajęli Olsztyn. W październiku 1945 w Wojewódzkim Zarządzie Przemysłu Terenowego zdecydowano o odbudowie poniemieckiego zaplecza technicznego i uruchomieniu komunikacji miejskiej. Państwowym Warsztatom Mechanicznym zlecono remont wozów tramwajowych. Brygada remontowa sieci trakcyjnej dokonała sprawdzenia i naprawy linii, a budowlana zajęła się odbudową spalonej zajezdni tramwajowej przy Al. Wojska Polskiego. 30 kwietnia 1946 uruchomiono pierwszą powojenną linię tramwajową – od Jeziora Długiego do Dworca Głównego. Długość trasy wynosiła 3,28 km, a pojazdy kursowały co 54 min.
1 maja 1946 powołano w ramach Dyrekcji Przedsiębiorstw Miejskich Miejskie Zakłady Komunikacyjne. Pierwszym dyrektorem został inż. Ludwik Zaleski. Załoga liczyła 30 osób. 26 maja 1946 wprowadzono drugi tramwaj na linii nr 1, a 28 czerwca 1946 uruchomiono drugą linię, na trasie Ratusz – Stadion Leśny, o długości 2,3 km i częstotliwości przejazdów co 27 min. W roku 1947 Olsztyn posiadał 3 linie komunikacyjne, 6 pojazdów tramwajowych i 3 trolejbusy.
W roku 1959 długość tras komunikacyjnych wynosiła 43 km, w tym tramwajowych 6 km. Funkcjonowało 8 linii, z czego 2 tramwajowe. Przewieziono 16 mln pasażerów. Sześć lat później, 20 listopada 1965, zlikwidowano komunikację tramwajową w Olsztynie.

### Budowa nowej sieci

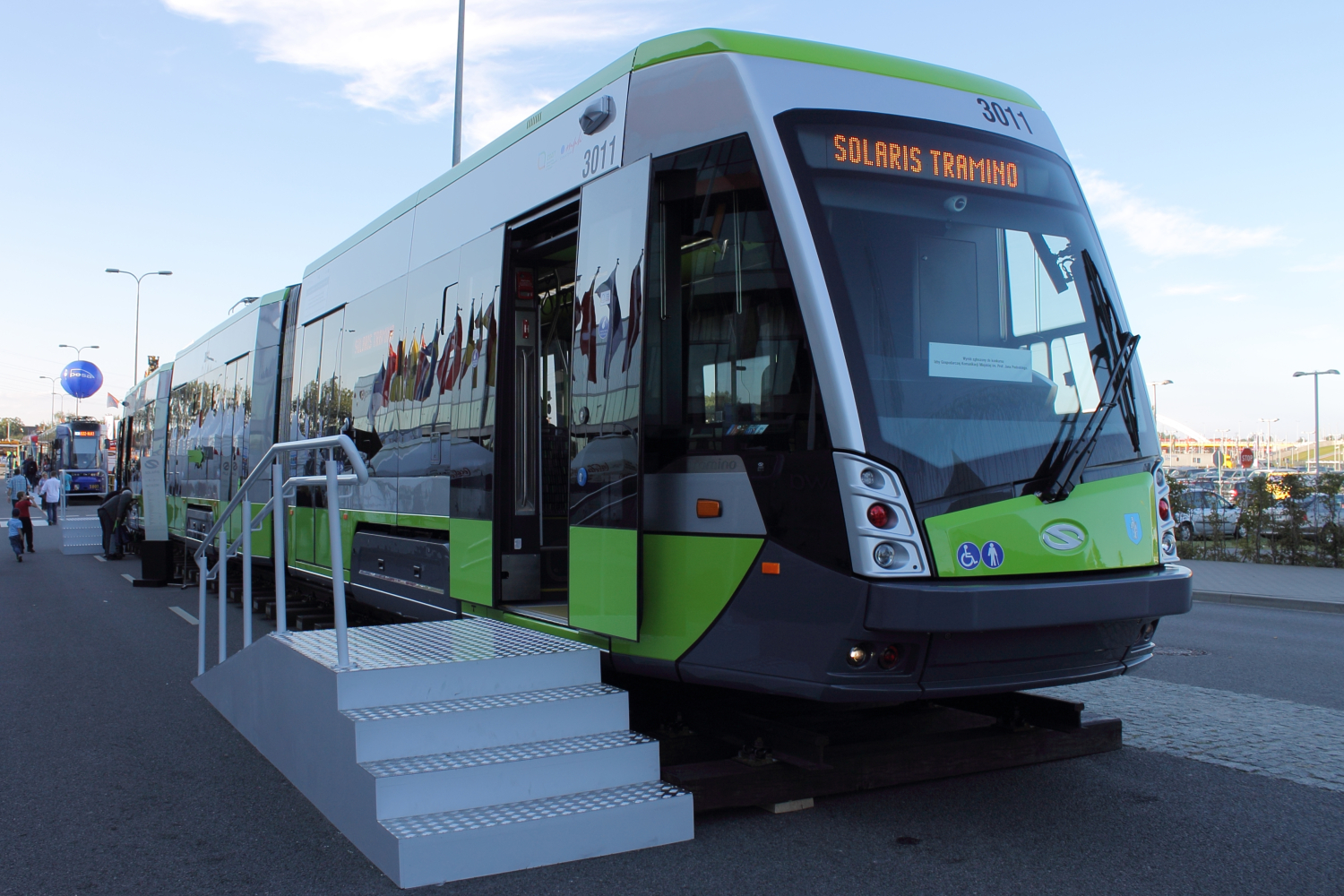
Tramwaj Solaris Tramino dla Olsztyna podczas prezentacji na targach Trako 2015

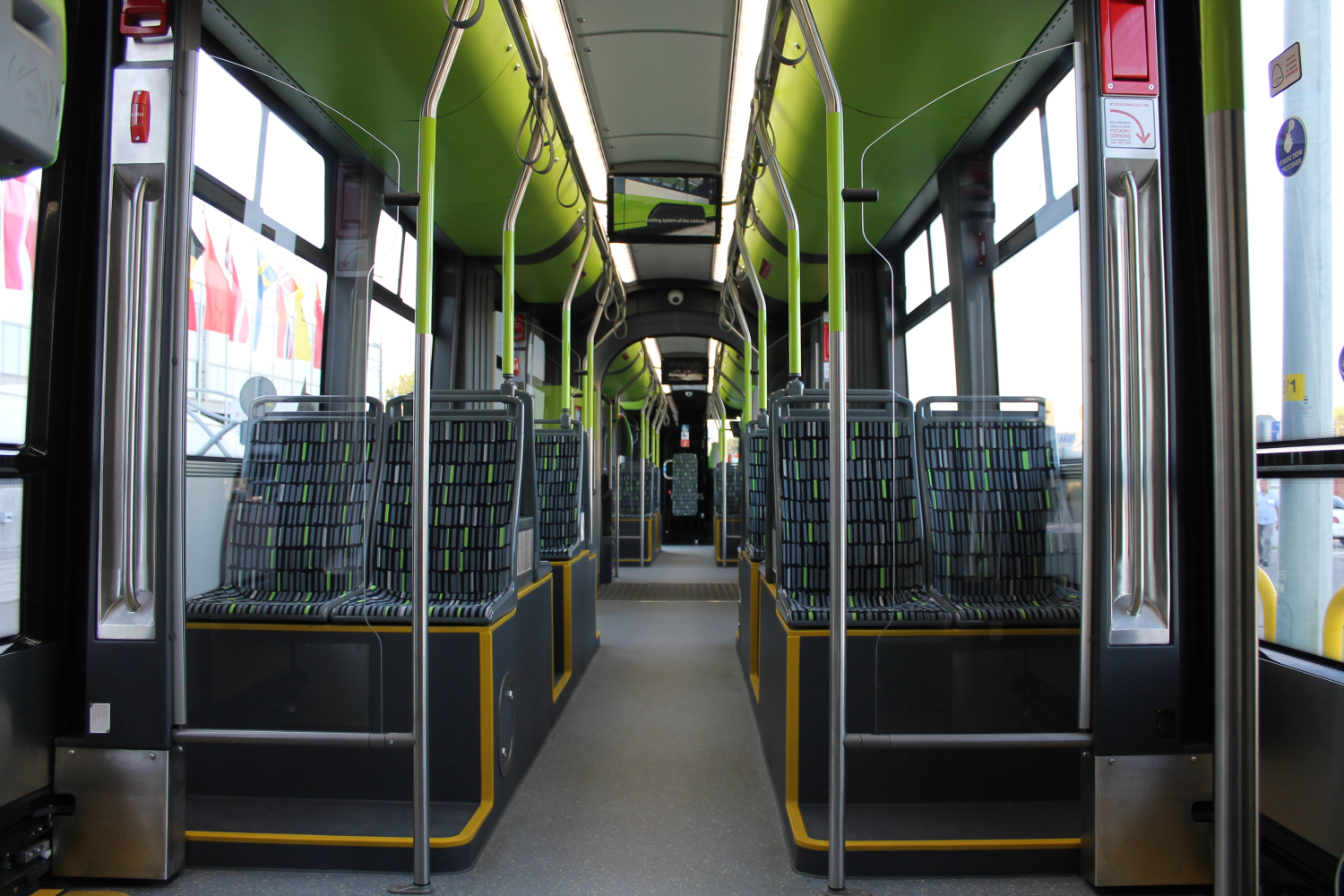
Wnętrze olsztyńskiego Tramino

W 2006 pomysł przywrócenia linii tramwajowych stał się możliwy do zrealizowania. Zgodnie z planami Urzędu Miasta pierwsza linia (Jaroty – dworzec Olsztyn Główny) o długości 10,5 km miała ruszyć w 2010. Dzięki staraniom Klubu Miłośników Komunikacji Miejskiej w Olsztynie 1 maja 2006 po raz drugi w historii miasta stanął pod Wysoką Bramą wagon tramwajowy, który został wyremontowany wspólnymi siłami KMKM i MPK Olsztyn.
W lutym 2009 roku ujawniono wyniki studium wykonalności dla projektu rozwoju komunikacji miejskiej w Olsztynie. Wynikało z niego, że wskazane jest przywrócenie w tym mieście komunikacji tramwajowej. Trasa pierwszej linii miałaby przebiegać od Dworca Głównego doliną Łyny lub Al. Sikorskiego na Jaroty. Wybrano wariant przebiegu Al. Sikorskiego. Przewidziane były dwa jednotorowe odgałęzienia sieci: wzdłuż ul. Tuwima do Kortowa, miasteczka akademickiego Uniwersytetu Warmińsko-Mazurskiego oraz do Wysokiej Bramy wzdłuż Al. Piłsudskiego. Wszystkie linie obsługiwane miały być taborem dwukierunkowym – zamiast tradycyjnych pętli powstałyby tzw. czołowe przystanki końcowe.
30 marca 2011 roku otwarto oferty w przetargu na budowę linii tramwajowej. Wśród wykonawców chętnych do budowy tramwaju były cztery konsorcja pod przewodnictwem Torpolu, Obrascon Huarte Lain, Trakcji Polskiej i Mostostalu Warszawa oraz samodzielnie startujące FCC Construcción, które złożyło najtańszą ofertę (około 250 mln zł) przy kosztorysie inwestorskim 321 mln zł.
Umowa ze zwycięskim konsorcjum FCC Construcción została podpisana 27 czerwca 2011. Jej wartość to 249 781 708,72 zł.
Formalnie budowę sieci rozpoczęto 1 marca 2012, a jej zakończenie przewidziane było na przełom czerwca i lipca 2014. Faktycznie budowa sieci tramwajowej rozpoczęła się 12 września 2012 roku wykopem wzdłuż ulicy Tadeusza Płoskiego oraz wzdłuż ulic Dworcowej i Towarowej (torowisko techniczne do zajezdni).
9 sierpnia 2013 ze względu na brak realizacji robót budowlanych w terminie, brak realizacji postanowień kontraktu, niewykonywanie poleceń inżyniera kontraktu przez FCC prezydent Olsztyna Piotr Grzymowicz odstąpił od umowy.
Po odstąpieniu od umowy kontrakt tramwajowy podzielono na pięć części: cztery z nich objęły budowę torowisk oraz jeden na zajezdnię tramwajową w dawnej zajezdni autobusowej przy ul. Kołobrzeskiej na osiedlu Kętrzyńskiego (ogłoszono jednocześnie przetarg na przygotowanie zajezdni autobusowej przy Al. Sikorskiego na osiedlu Nagórki):
- odcinek A: wzdłuż ulic Witosa – Płoskiego – Sikorskiego oraz odnoga jednotorowa wzdłuż ulicy Tuwima
- odcinek B: wzdłuż ulicy Obiegowej (wraz z budową ulicy)
- odcinek C: wzdłuż ulic Żołnierskiej – Kościuszki – Placu Konstytucji 3 Maja oraz tor techniczny do zajezdni wzdłuż ulic Dworcowej – Towarowej
- odcinek D: wzdłuż ulic Piłsudskiego – 11 Listopada (Wcześniej planowano zakończenie trasy przy Placu Jedności Słowiańskiej, jednak 11 sierpnia 2014 prezydent Olsztyna zdecydował o skróceniu tego odcinka ze względu na decyzję Wojewódzkiej Konserwator Zabytków, która wymagała konieczności przeprowadzenia badań archeologicznych przed zabytkową Wysoką Bramą, które mogłyby spowodować opóźnienie całej inwestycji, która jest dofinansowana ze środków Unii Europejskiej; zakończenie projektu i jego rozliczenie powinno zostać zakończone do końca 2015 roku, aby nie zwracać dofinansowania)
- zajezdnia tramwajowa

Opóźnienia w kontrakcie wykorzystano na wprowadzenie kilku korekt w planach dotyczących samej linii (m.in. odnoga do Wysokiej Bramy wzdłuż alei Piłsudskiego jako ciąg dwutorowy tramwajowo-autobusowy, odsunięcie torowiska od bloków bliżej jezdni przy skrzyżowaniu ulic Witosa i Płoskiego, wprowadzenie zadaszenia w zajezdni tramwajowej). Pod koniec 2013 ogłoszono pierwsze przetargi na budowę linii, a w I połowie 2014 roku wyłoniono wykonawców poszczególnych części inwestycji.
Zwycięzcy przetargów:
- odcinek A – konsorcjum Skanska i Skanska a.s. Chodov
- odcinek B – konsorcjum Strabag, Strabag Rail i Viamont DSP[10]
- odcinek C – spółka Torpol
- odcinek D – konsorcjum Balzola Polska-Balzola[11]
- zajezdnia tramwajowa – konsorcjum Budimex i KZN Rail[12]

Budowę nowej sieci zakończono na przełomie października i listopada 2015. 6 grudnia, z okazji dni otwartych zajezdni, tramwaj po raz pierwszy woził pasażerów po torowisku technicznym na ul. Dworcowej i Towarowej. 19 grudnia została uruchomiona linia nr 1 Wysoka Brama – Kanta, 27 grudnia uruchomiono linię nr 2 Dworzec Główny – Kanta, a 31 grudnia uruchomiono ostatnią linię – linię nr 3 Dworzec Główny – Uniwersytet–Prawocheńskiego.

### Od 2016
Na początku 2016 roku ze względu na częste spóźnienia zdecydowano się na wydłużenie rozkładowego czasu przejazdów na wszystkich 3 liniach.
Zgodnie z planami Urzędu Miasta drugi etap rozbudowy obejmuje budowę torowisk wzdłuż ulic Wilczyńskiego, Krasickiego, Synów Pułku, Wyszyńskiego i Piłsudskiego – do Kościuszki, gdzie połączy się z istniejącym już torowiskiem. Rozbudowa pozwoli uruchomić dwie nowe linie – z Pieczewa na Stare Miasto i z Pieczewa na dworzec główny. Planowana rozbudowa linii tramwajowej w wariancie podstawowym ma za zadanie zamknąć układ olsztyńskiego torowiska poprzez dobudowę nowych odcinków torów w układzie z południa na północ po wschodniej części miasta oraz objąć torowiskiem jak największy obszar południowych osiedli mieszkaniowych Olsztyna. Rozbudowa pozwoli połączyć te osiedla z centrum, dworcem oraz fabryką Michelin, co było głównym założeniem projektu.
Trasa dwutorowej linii tramwajowej rozpoczyna się od istniejącej pętli autobusowej przy ul. Wilczyńskiego, na Os. Pieczewo, gdzie zlokalizowany jest czterotorowy przystanek końcowy wraz z wiatą na rowery i punktem socjalno-informacyjnym. Na pierwszym odcinku linia przebiega środkiem ul. Wilczyńskiego i Krasickiego do skrzyżowania z ul. Sobocińskiego. Dalej, poza obszarem jezdni, po zachodniej stronie ul. Krasickiego do skrzyżowania z ul. Murzynowskiego, gdzie rozpoczyna się estakada o długości ok. 270 m i rozpiętości przęseł 28–39 m, po której przebiega nad skrzyżowaniem ul. Krasickiego z ul. Synów Pułku. Na końcowym odcinku ul. Synów Pułku oraz w ul. Wyszyńskiego, torowisko przebiega poza obszarem jezdni, po zachodniej stronie ulicy, aż do skrzyżowania z Al. Piłsudskiego. W Al. Piłsudskiego linia tramwajowa zlokalizowana jest między jezdniami, tworząc tram-bus-pas i połączona jest z istniejącym torowiskiem na skrzyżowaniu z ul. Kościuszki.
W dniu 2 czerwca 2021 podpisano umowę na budowę linii tramwajowej ze Starego Miasta do Pieczewa, zaś w lipcu 2021 roku rozpoczęła się jej budowa. Otwarcie trasy tramwajowej na Pieczewo odbyło się 30 grudnia 2023 roku.
W styczniu 2022 roku zawieszono linię 3, która przywrócono we wrześniu 2023 roku.
14 grudnia 2023 roku wydłużono linię 1 oddając do użytku krótki fragment krańcówki do Wysokiej Bramy przy Pl. Jedności Słowiańskiej.
30 grudnia 2023 odbył się pierwszy oficjalny przejazd tramwaju z pasażerami linią 4 między Pieczewem a Dworcem Głównym, a od 1 stycznia 2024 wdrożono nowy układ komunikacyjny w mieście uruchamiając linię 5 między Pieczewem a Wysoką Bramą. Obecnie tramwaje 1, 2, 4 i 5 poruszają się w dni robocze w takcie 15-minutowym, a linie 2 i 4 w godzinach szczytu kursują co 7–8 minut.

#### Dalsze prace
Dodatkowo powstały koncepcje wariantów rozszerzonych. W rezerwie pozostaje projekt budowy linii tramwajowych:
- na ulicy Dworcowej (od Al. Piłsudskiego do ul. Kętrzyńskiego wraz z odnogą tą drogą – w efekcie tramwaje dojadą do dworca istniejącym już torowiskiem przy ul. Kościuszki)
- wzdłuż ul. Wilczyńskiego (od ul. Krasickiego do ul. ks. Popiełuszki, który połączyć miał dwie linie tramwajowe – wschodnią i zachodnią)
- ulicami Witosa i Krasickiego (od ul. Kanta – od końcowego przystanku I etapu do skrzyżowania z ul. Wilczyńskiego)
- Al. Warszawską i Dybowskiego do miasteczka akademickiego w Kortowie
- ulicą Leonharda do fabryki Michelin
- ulicą bp. Płoskiego (w celu budowy krańcówki z węzłem przesiadkowym)
- rozbudowa hali zajezdni tramwajowej

## Linie tramwajowe
| 1       | Wysoka Brama – Kanta                         |
| 2       | Dworzec Główny – Kanta                       |
| 3       | Dworzec Główny – Uniwersytet-Prawocheńskiego |
| 4       | Dworzec Główny – Pieczewo                    |
| 5       | Wysoka Brama – Pieczewo                      |
| źródła: |                                              |

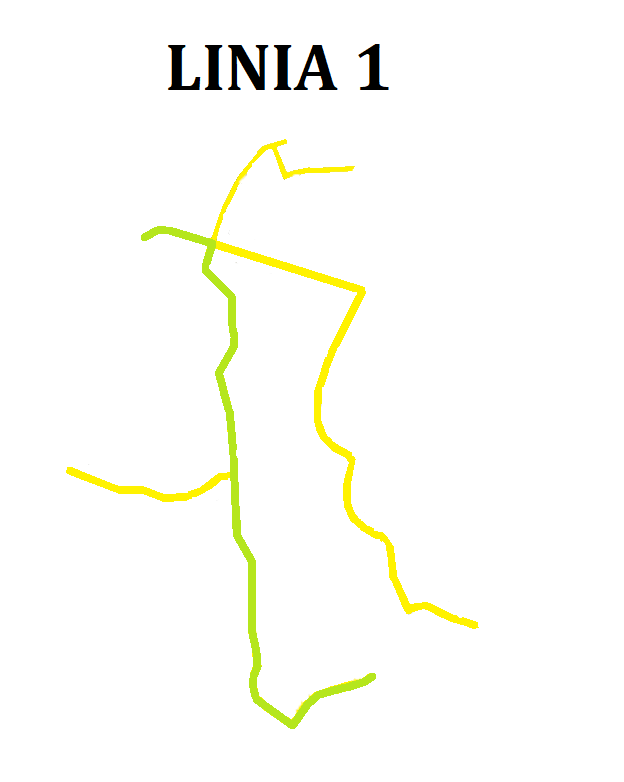
Trasa linii 1
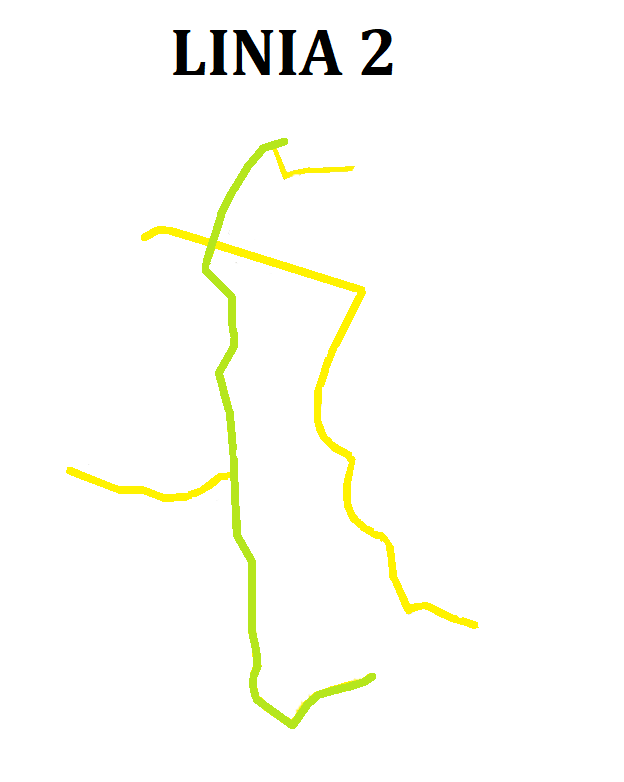
Trasa linii 2
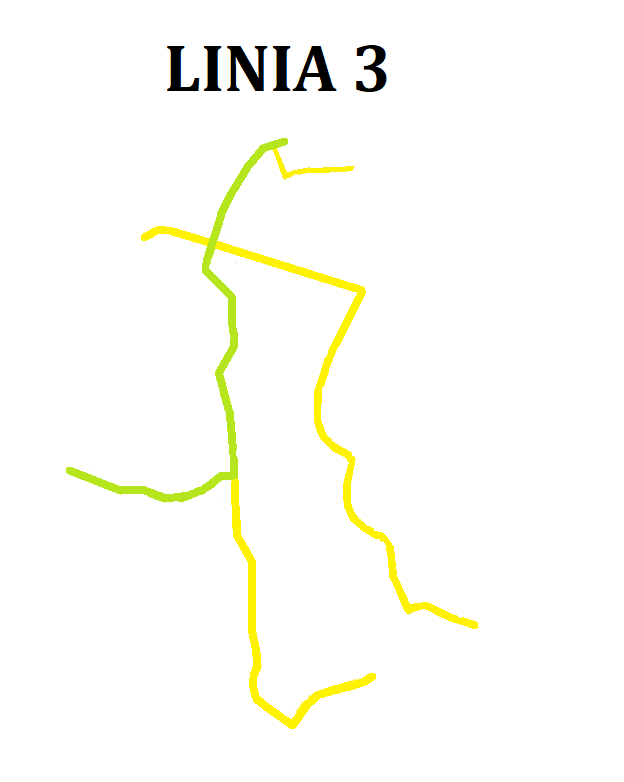
Trasa linii 3
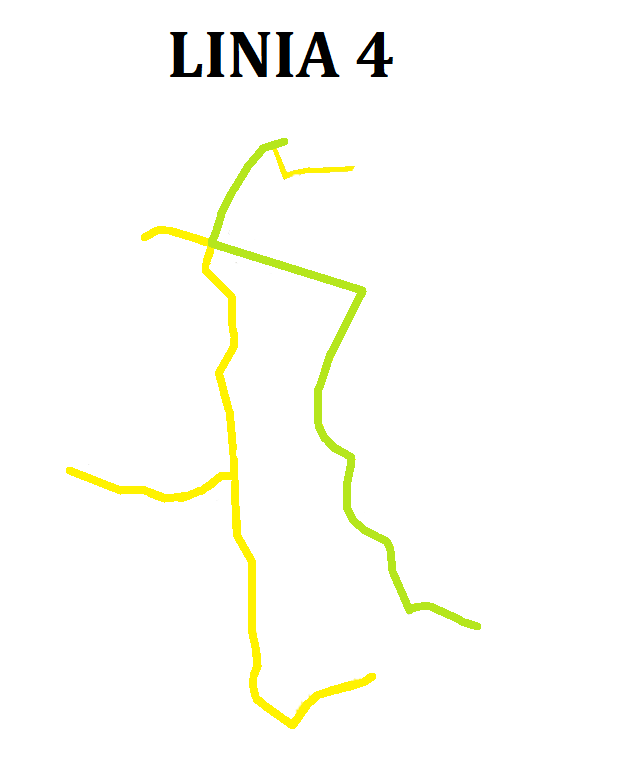
Trasa linii 4
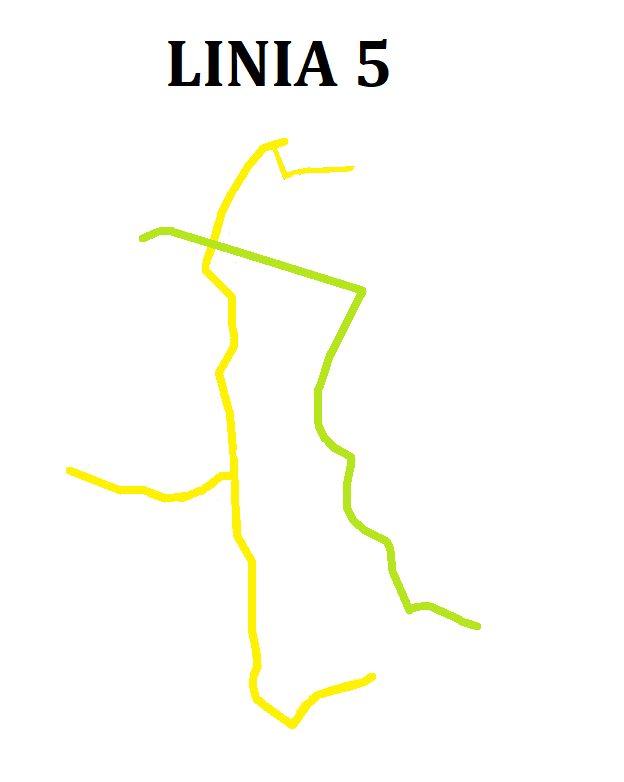
Trasa linii 5

## Tabor

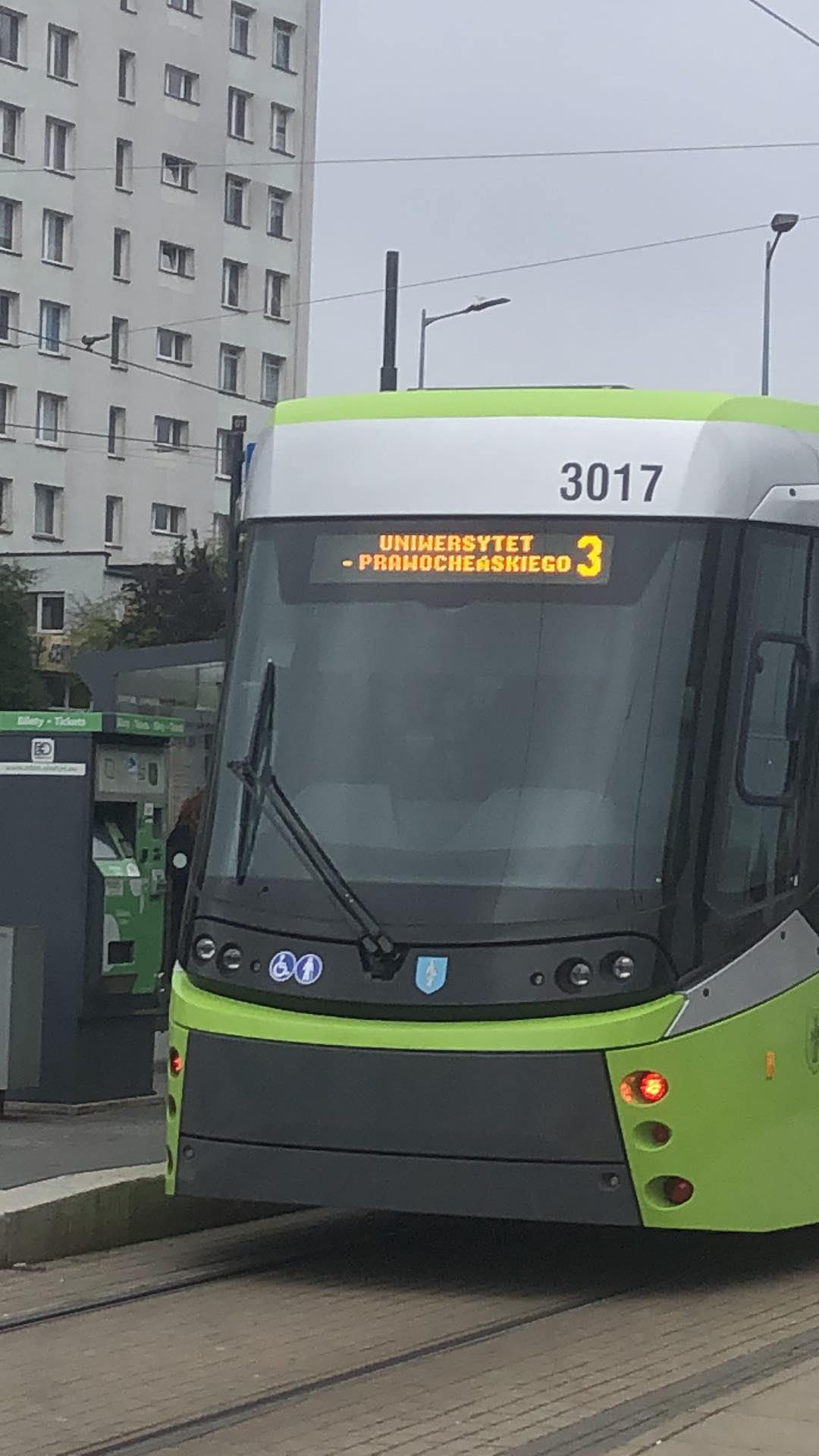
Tramwaj Panorama na linii numer 3

W pierwszej odsłonie przetargu na dostawę 15 tramwajów na potrzeby olsztyńskich linii tramwajowych wygrało konsorcjum Newag i Modertrans Poznań (100 punktów) z ofertą wartą 113 652 000 zł. Pozostałymi oferentami były Solaris (91,28 punktu) i Pesa (86,75 punktu). Zamówione tramwaje miały być dwukierunkowe, w 100% niskopodłogowe, wyposażone w bezprzewodowy internet, a ich żywotność miała wynieść co najmniej 25 lat. 12 sierpnia 2012 roku z postępowania na dostawę 15 tramwajów dla Olsztyna wykluczono zwycięskie konsorcjum firm Newag i Modertrans, z powodu wygaśnięcia gwarancji bankowych stanowiących wadium. Konsorcjum nie odwołało się do Krajowej Izby Odwoławczej i po ponownej ocenie ofert, która miała miejsce 21 sierpnia 2012, przetarg wygrał zajmujący 2. miejsce Solaris. 21 września 2012 roku została podpisana umowa na dostawę 15 tramwajów Tramino. Pierwotnie pojazdy miały zostać dostarczone między 31 marca i 14 sierpnia 2014, jednak w związku z opóźnieniem budowy linii dostawy przesunięto na okres od maja do września 2015. 19 czerwca 2015 odbyła się prezentacja pierwszego Tramino dostarczonego do Olsztyna, a 5 października 2015 do odbiorcy przybył ostatni tramwaj.
Olsztyńskie Solarisy Tramino mają 29,3 metra długości i są złożone z trzech części: 2 czołowych o długości 9,93 metra i środkowej o długości 9,45 metra. Pojazdy są wyposażone w 12 par drzwi (po 6 par na każdą stronę pojazdu), po 4 pary na każdy człon (po 2 pary na jedną stronę).

Poza tramwajami przewoźnik posiada również pojazdy techniczne, m.in. żuraw do wkolejania wagonów, który został dostarczony 26 lutego 2016.

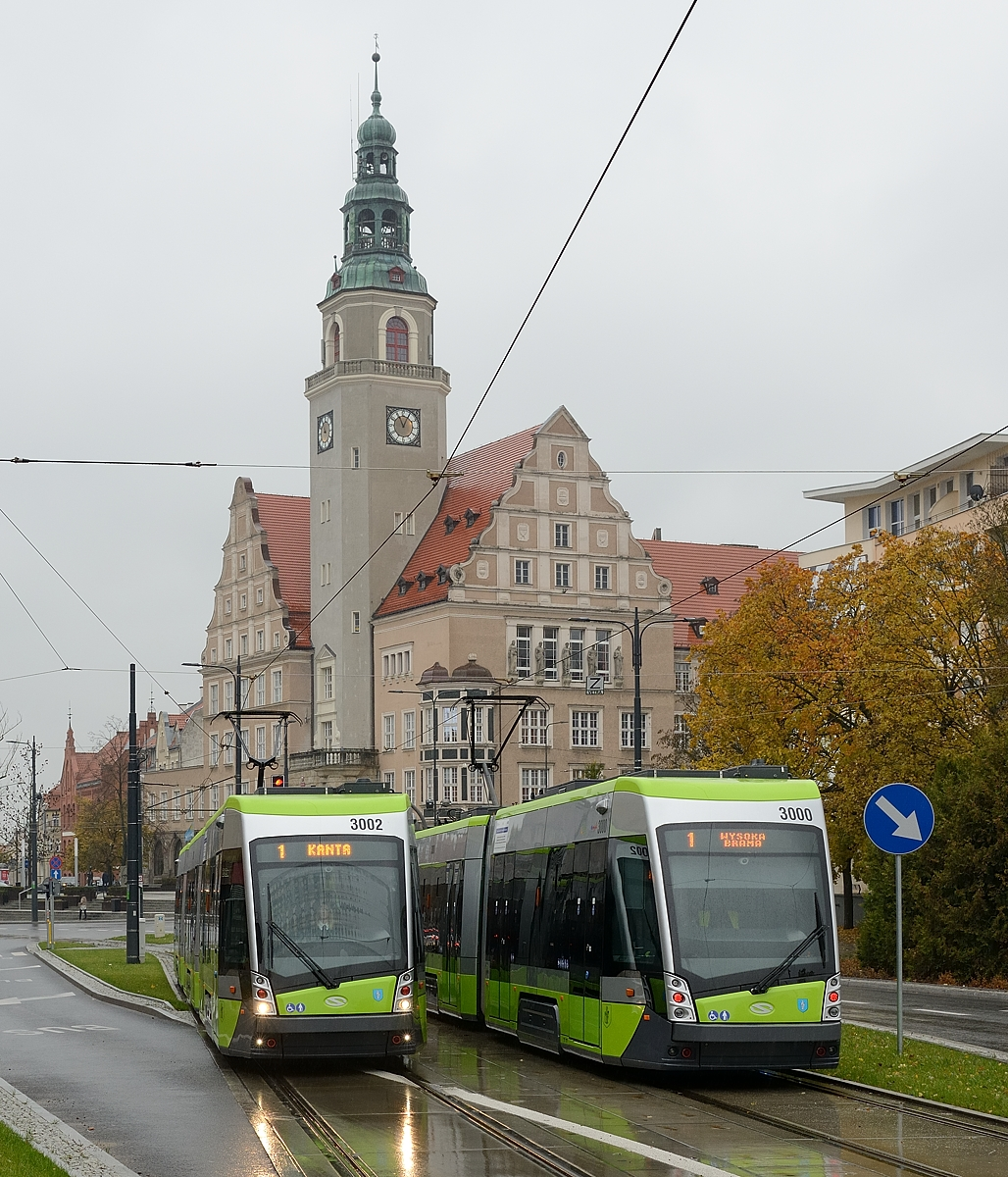
Tramwaje Solaris Tramino w centrum Olsztyna

18 lipca 2018 Olsztyn podpisał z firmą Durmazlar umowę na dostawę 12 tramwajów Panorama z opcją na 12 kolejnych. Oferta tureckiej firmy była jedyną, która wpłynęła w trakcie trwania procedury przetargowej. W grudniu 2019 producent rozpoczął produkcję wagonów, pierwszy egzemplarz został ukończony w styczniu 2020, a 13 lutego dotarł z Bursy do Olsztyna, gdzie przeszedł badania homologacyjne.
14 czerwca 2021 dwie Panoramy (#3015 i #3016) rozpoczęły regularne kursy z pasażerami na linii nr 2. 10 lutego 2022 dostarczono ostatnią dwunastą Panoramę (#3026) z zamówienia podstawowego. Tramwaj został formalnie odebrany 31 marca i w kwietniu włączony do ruchu liniowego.
Pomimo toczących się rozmów, zawarta w umowie opcja na kolejne dostawy nie została zrealizowana.
Tramwaje pomalowane są na kolory:  NCS S1080 G30Y (Pantone 376C) – limonkowy,  RAL 9006 – srebrny,  RAL 7016 – grafitowy,  RAL 1004 – żółto-złoty (poręcze).

### Aktualnie eksploatowany tabor
| Zdjęcie                | Model                  | Rok wprowadzenia       | przewóz osób na wózkach | Liczba sztuk |
| ---------------------- | ---------------------- | ---------------------- | ----------------------- | ------------ |
|                        | Durmazlar Panorama     | 2021                   | T                       | 12           |
|                        | Solaris Tramino        | 2015                   | T                       | 15           |
| Liczba wagonów         | Liczba wagonów         | Liczba wagonów         | Liczba wagonów          | 27           |
| Udział niskiej podłogi | Udział niskiej podłogi | Udział niskiej podłogi | Udział niskiej podłogi  | 100%         |

### Tabor eksploatowany w latach 1907–1965[45]
| Model                         | Lata eksploatacji | Uwagi                                     | Liczba sztuk |
| ----------------------------- | ----------------- | ----------------------------------------- | ------------ |
| Waggon und Maschinenfabrik AG | 1907–1960         | 11 silnikowych, 7 doczepnych              | 18           |
| Steinfurt                     | 1925–1945         |                                           | 5            |
| Linder                        | 1950–1960         | Pozyskane ze Słupska                      | 3            |
| Konstal 2N                    | 1956–1965         | Od 1960 były jedynym eksploatowanym typem | 10           |